# Coloni
Enzo Coloni Racing Car Systems est une écurie de sport automobile italienne qui a notamment disputé de 1987 à 1991 le championnat du monde de Formule 1. L'écurie a décroché 21 qualifications en Grand Prix mais n'a jamais réussi à inscrire de point en championnat du monde. Le meilleur résultat est une 8e place (Tarquini au Canada 1988) et la meilleure qualification une 15e place sur la grille (Moreno au Portugal 1989).

## Historique

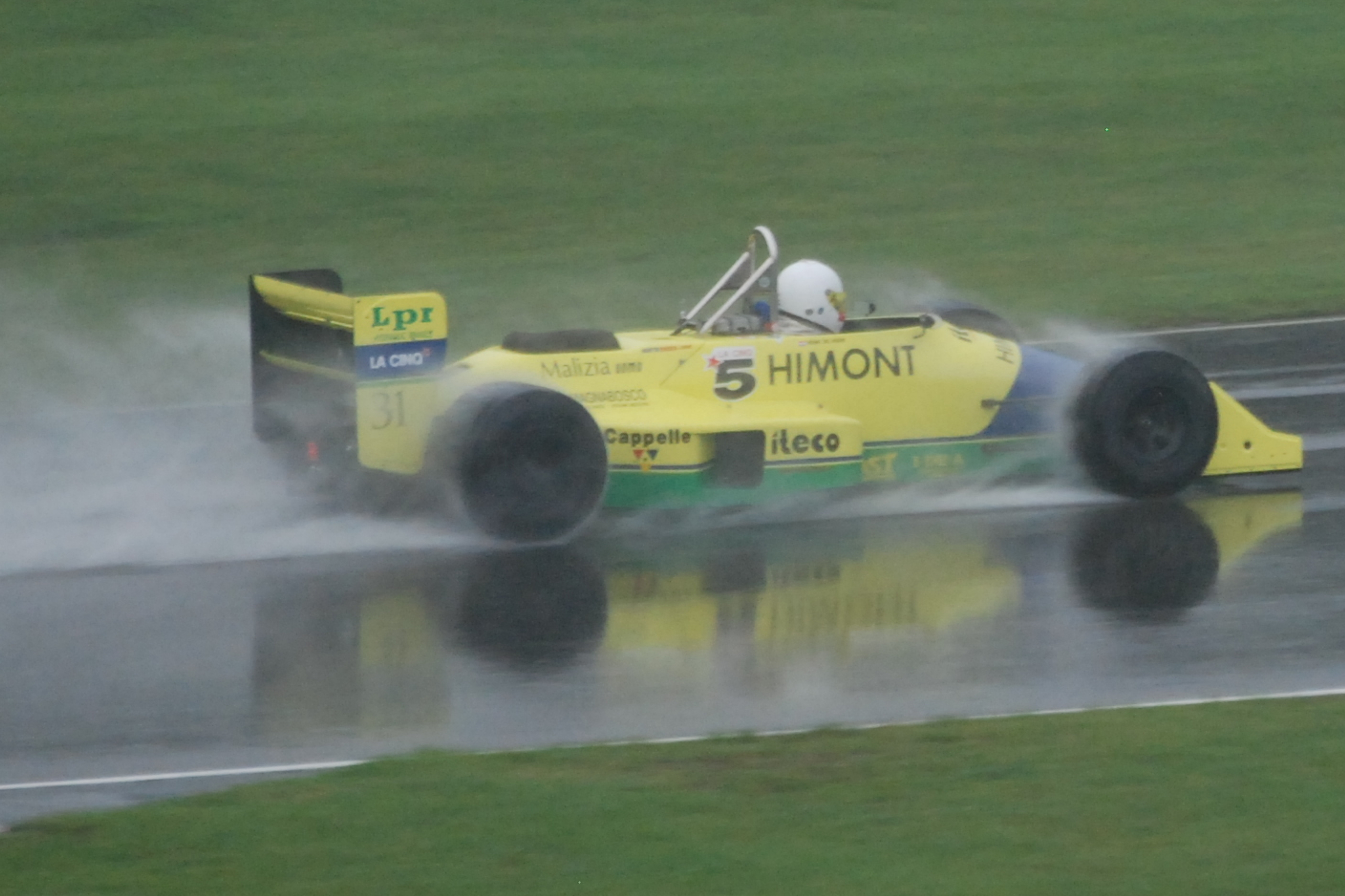
La Coloni FC188B de 1988 de Roberto Moreno à Donington en 2008

Enzo Coloni débute en championnat de Formule 1 en 1987 avec l'ambition de faire aussi bien que l'autre Enzo, pas Ferrari bien sûr, mais Osella. La démonstration est loin d'être flagrante, ni en 1987, ni l'année suivante. Coloni n'a jamais eu les moyens financiers pour développer la FC 187 dont le châssis était trop lourd pour le V8 Cosworth. En 9 Grand Prix disputés (sur FC187, FC188 et FC188B), Gabriele Tarquini n'obtient qu'une 8e place au Grand Prix du Canada 1988 comme meilleur résultat.
Coloni a déjà remporté le championnat d'Italie de Formule 3, et ne veut pas rester sur ces déceptions. Pour 1989, il débauche Christian Vanderpleyn de chez AGS pour qu'il crée la FC189, motorisée par un Cosworth V8 DFR. Vanderpleyn amène dans ses valises le pilote brésilien Roberto Moreno, rencontré chez AGS et qui vient de passer l'année 1988 en tant que pilote essayeur chez Ferrari. La saison semble dès lors devoir être meilleure que les campagnes précédentes, mais Coloni commet l'erreur d'engager une seconde voiture pour Pierre-Henri Raphanel alors qu'il n'obtient pas la fourniture gratuite de ses pneumatiques Pirelli. Le budget développement se trouve alors considérablement grévé par cette dépense imprévue et jamais l'équipe ne sera en mesure de se sortir de l'épreuve des pré-qualifications.
En 1990, à la surprise générale, Coloni repart en campagne, qui plus est associé avec le constructeur Subaru qui vient de prendre 51 % de participation dans l'écurie. Subaru n'est pas en mesure de développer un moteur de F1 dès l'entame du championnat et sous-traite alors un Flat 12 à Motori Moderni, l'officine de Carlo Chiti, Subaru pensant concevoir un V12 dans le courant de la saison. Bertrand Gachot est recruté à la place de Moreno parti chez Eurobrun Racing et les Pirelli sont remplacés par des Goodyear. Coloni, conscient de son péché d'orgueil de l'année passée n'engage qu'une seule voiture, la FC189B. La première partie de la saison est une catastrophe, Gachot n'arrive jamais à se pré-qualifier. Subaru, conscient de s'être fourvoyé au sein de cette association et ne voulant pas ruiner sa réputation sportive en devenir, jette l'éponge, et Coloni retrouve le V8 Cosworth (la monoplace devient alors FC189C). Gachot réussit à se pré-qualifier aux Grands Prix de Belgique et d'Italie, mais les qualifications restent un écueil insurmontable.
En 1991, Gachot part chez Jordan Grand Prix tandis que Coloni lance la C4, une évolution mineure de la piètre FC189C et recrute le pilote portugais Pedro Chaves fils du directeur de la fédération portugaise de sport automobile. Chaves amène avec lui les deniers des grandes entreprises portugaises (Vins Mateus et Pétrole Galp). Toutefois le budget de l'écurie est comparable à celui d'une écurie moyenne en Formule 3000. Il ne faut pas s'attendre donc à une saison mirobolante. Ni Chaves, ni l'illustre inconnu japonais Hattori qui le remplace lors des deux derniers Grands Prix de l'écurie ne parviendront à qualifier la monoplace. Coloni, exsangue, cède avant la fin de la saison son équipe au fantasque créateur de mode italien Andrea Sassetti.

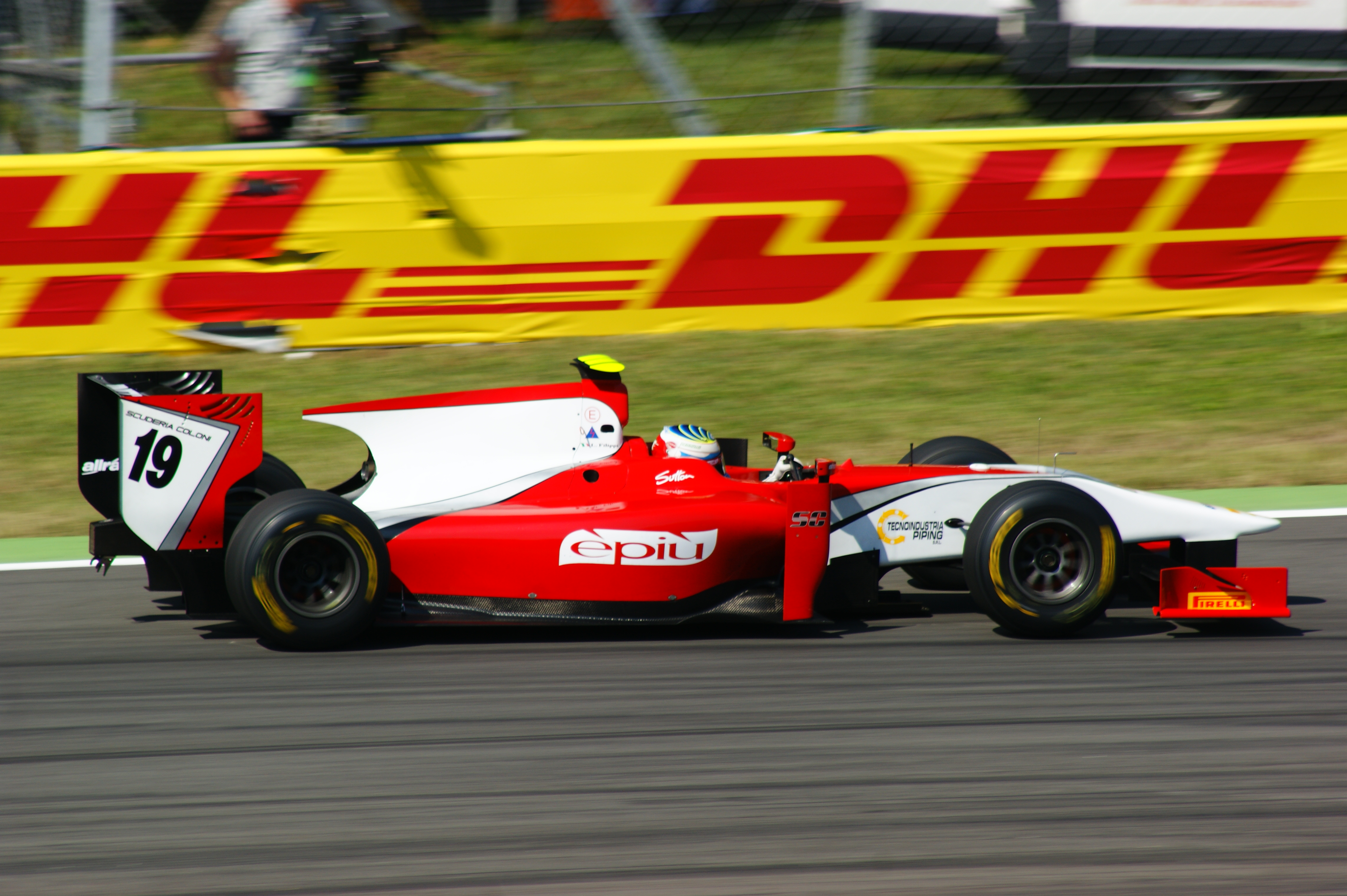
Luca Filippi à bord d'une monoplace aux couleurs de la Scuderia Coloni (ici à Monza, lors d'une manche de GP2 Series, en 2011).

Sassetti souhaite se servir de la F1 comme vitrine publicitaire pour son entreprise. S'il conserve Enzo Coloni comme directeur technique, il rebaptise l'écurie Andrea Moda. Sassetti pense pouvoir disputer la saison 1992 avec les châssis Coloni C4B. Mais la FISA lui rappelle qu'en tant que nouvelle équipe engagée, Andrea Moda doit présenter un châssis inédit. Dès ses débuts, l'écurie doit donc faire face à des problèmes financiers et de développement imprévus et insurmontables : elle ne bouclera pas l'ensemble de la saison puis disparaîtra définitivement.
Début 2006, le Fisichella Motor Sport, écurie fondée par le pilote de Formule 1 Giancarlo Fisichella en 2005 pour participer au championnat d'Italie de Formule 3000 diversifie son activité en rachetant l'écurie Coloni qui était engagée en GP2 Series. En GP2, l'équipe italienne court sous le nom de FMS International. Depuis 2010, l'écurie recourt sous son nom originel, Scuderia Coloni. L'écurie appartient à Paolo Coloni, ancien pilote et fils d'Enzo Coloni qui dirige l'écurie sur le terrain.

## Résultats en championnat du monde de Formule 1
| Saison | Écurie                             | Châssis                     | Moteur                                           | Pneus    | Pilotes                                               | Grands Prix disputés | Points inscrits | Classement |
| ------ | ---------------------------------- | --------------------------- | ------------------------------------------------ | -------- | ----------------------------------------------------- | -------------------- | --------------- | ---------- |
| 1987   | Enzo Coloni Racing Car System      | Coloni FC187                | Ford-Cosworth V8                                 | Goodyear | Nicola Larini                                         | 1                    | 0               | Non classé |
| 1988   | Coloni SpA                         | Coloni FC188 Coloni FC188B  | Ford-Cosworth V8                                 | Goodyear | Gabriele Tarquini                                     | 8                    | 0               | Non classé |
| 1989   | Coloni SpA                         | Coloni FC188B Coloni FC189  | Ford-Cosworth V8                                 | Pirelli  | Roberto Moreno Enrico Bertaggia Pierre-Henri Raphanel | 12                   | 0               | Non classé |
| 1990   | Subaru Coloni Racing Coloni Racing | Coloni FC189B Coloni FC189C | Motori Moderni-Subaru 12 à plat Ford-Cosworth V8 | Pirelli  | Bertrand Gachot                                       | 0                    | 0               | Non classé |
| 1991   | Coloni Racing Srl                  | Coloni C4                   | Ford-Cosworth V8                                 | Goodyear | Pedro Chaves Naoki Hattori                            | 0                    | 0               | Non classé |